# 韓權華
韩权华（1903年—1985年），天津人。国民党将领卫立煌的夫人。

## 生平

### 早年经历
韩权华出生于天津八大家族中韩家的小女儿，她的父亲是韩诵裳。在1922年时考入北大文科预科，她与在李大钊一案中被绞杀的张挹兰在一个班级，两人上下课形影不离。她是当时北大的"校花"，在北京报纸中用“长身玉立，洒然出尘”来形容她。当时北大经济系教授杨栋林对韩权华一见钟情，曾开始了对韩权华的热烈追求。结果导致她转学到了北京女子师范，由中文而改学音乐。毕业之后，河北教育厅保送她官费留美。在1935年10月26日出发至同年11月12号抵达。

### 中年经历
在1945年6月，韩权华和卫立煌在昆明金碧路锡安圣教堂，举行结婚典礼。何应钦为主婚人，龙云为证婚人。

### 晚年经历
韩权华于1955年3月随同卫立煌经香港返回祖国。1960年1月17日卫立煌去世。之后韩权华一直生活在北京。晚年她被任命为国务院参事以及全国人大代表主席团成员，算是一名部级干部待遇，1985年她因病去世，终年82岁。

## 家人
配偶：卫立煌
父亲：韩诵裳